# Atacta argentifrons
Atacta argentifrons là một loài ruồi trong họ Tachinidae.